# La cocotera
«La cocotera» es un sencillo promocional de Yamna Lobos y Maura Rivera perteneciente al disco "Clan Rojo en verano", de 2005. La canción corresponde a un cover de la cantante argentina Karina Crucet.
La canción logró ser una de las canciones más escuchadas del verano, convirtiéndose en un hit en ese entonces, tal el éxito de la canción que logran obtener un disco de oro. Sin embargo al tiempo después se dice que el tema fue un plagio, con lo que Karina Crucet, cantante del tema original, quiso tomar acciones judiciales por dicho cover de la canción, lo cual, según ella, habría sido un mal uso del material, sin la autorización propia y en perjuicio de ella.